# Isham Warren Garrott
Pour les articles homonymes, voir Garrott.
Isham Warren Garrott (1816 – 17 juin 1863) est un colonel de l'armée des États confédérés pendant la guerre de Sécession. Garrott est tué au cours de la campagne de Vicksburg avant que sa commission en tant que général de brigade ne soit confirmée par le sénat confédéré ou livrée et entrée en vigueur.

## Avant la guerre
Garrott naît soit dans le comté d'Anson, soit dans le comté de Wake, en Caroline du Nord en 1816. Il est diplômé de l'université de Caroline du Nord à Chapel Hill, puis fait des études de droit. En 1840, il déménage à Marion, en Alabama, où il pratique le droit. Garrott est un membre du parti whig et un franc-maçon. Garrott est également un des fondateurs de la Marion and Alabama River Transportation Company, et le président du conseil d'administration de l'Howard College. Il est élu à la chambre des représentants de l'Alabama en 1845 et 1847. Garrott est électeur pour John C. Breckinridge la compagne infructueuse de l'élection présidentielle de 1860. Le gouverneur de l'Alabama Andrew B. Moore envoie Garrott en Caroline du Nord, en tant que commissaire pour inscrire son État natal dans le mouvement de la sécession.

## Guerre de Sécession
Lorsque la guerre de Sécession éclate, Garrott forme le 20th Alabama Infantry, servant brièvement comme son lieutenant-colonel du 16 septembre 1861 au 7 octobre 1861 et par la suite, comme son colonel. La brigade est stationnée à Mobile, en Alabama, en 1861 et 1862. La brigade de Garrott est envoyée dans le Mississippi au sein de la brigade du général Edward D. Tracy. Garrott prend part à la bataille de Port Gibson et à la bataille de Champion's Hill. Garrott est tué par un tireur d'élite unioniste le 17 juin 1863, peu de temps avant d'être promu brigadier général. La commission à ce grade, datée du 28 mai 1863, est reçue au quartier général après sa mort. En raison de son décès, sa nomination posthume n'est pas confirmée par le sénat confédéré.
Selon une note de bas de page de Warner, Garrott est enterré sous la fenêtre d'une maison de l'un de ses amis {Finney} à Vicksburg et ses restes ne sont jamais déplacés {lettre de la femme de Garrott}. Ce qui est arrivé à Garrott est le suivant : une liste/carte des sépultures confédérées d'un agent confédéré des pompes funèbres à Vicksburg qui avait été perdue a été partiellement retrouvée des années plus tard. Cette liste fait état « d'un colonel Garnet » du 20th Alabama, bien que la parcelle de la sépulture est inconnue. Apparemment, Garrott est inhumé dans le cimetière de Cedar Hill de Vicksburg/cimetière confédéré ; cependant, en raison d'une faute d'orthographe sur son nom de famille et le grade incorrect - sa commission de général a été reçue après sa mort,  ont conduit à signaler que ses restes n'ont pas bougé de son premier lieu de sépulture. Ainsi, l'inscription au NPS pour Garrott a maintenant son grade correct/nom de famille, mais pas de numéro de tombe. Ironiquement, un marqueur en pierre pour lui se trouve dans le cimetière confédéré du repos des soldats, situé dans le cimetière de Cedar Hill (vielle ville de Vicksburg).

## Mémoire
Le fort Garrott près de Vicksburg est nommé en son honneur. Le fort ne tombe pas dans les mains de l'armée de l'Union au cours d'une bataille car le projet de l'assaut final contre les positions confédérées prévu pour le 6 juillet 1863 est annulé en raison de la capitulation du lieutenant-général John C. Pemberton de son armée au major général Ulysses S. Grant, le 4 juillet 1863.